# 椎名勝利
椎名 勝利（しいな かつとし、1961年11月21日 - ）は、日本を代表する空手家で、松濤館流空手師範。
彼は型で松濤杯争奪世界空手道選手権を獲得している。また、公益社団法人日本空手協会主宰の全国空手道選手権大会で一般型の部で2回、一般組手の部で3回の優勝している。別名、協会の重戦車。
現在、公益社団法人日本空手協会の総本部師範、技術局長を務めている。
1961年11月21日に東京で生まれた。娘に同じく日本空手協会総本部指導員の椎名舞がいる。 拓殖大学 出身。 空手は小学校5年生の時に始めた。

## 競技歴
椎名は空手競技でかなりの成功を収めてきた。
- 第9回松濤ワールドカップ空手道選手権大会（東京、2004）-1位カタ
- 第47回JKA全日本空手道選手権（2004）-1位カタ
- 第45回JKA全日本空手道選手権（2002）-2位カタ; 3位組手
- 第44回JKA全日本空手道選手権（2001）-1位カタ
- 第8回松濤ワールドカップ空手道選手権大会（東京、2000）-3位カタ
- 第43回JKA全日本空手道選手権（2000）-2位組手; 3位カタ
- 第39回JKA全日本空手道選手権（1996）-3位組手
- 第38回JKA全日本空手道選手権（1995）-3位組手
- 37回JKA全日本空手道選手権（1994）-1位組手
- 第5回松濤ワールドカップ空手道選手権大会-3位組手
- 第36回JKA全日本空手道選手権（1993）-組手1位
- 第34回JKA全日本空手道選手権（1991）-組手1位
- 第33回JKA全日本空手道選手権（1990）-3位組手
- 第30回JKA全日本空手道選手権（1987）-2位組手